# 云阳长江大桥
云阳长江大桥位于重庆市云阳县，大桥起于北岸云阳县新县城，止于南岸盘石镇。大桥于2002年11月6日开工建设，2005年9月28日建成通车。云阳长江大桥是长江上目前唯一一座高低“子母塔”斜拉桥。
云阳长江大桥是三峡工程二期蓄水前重庆开建的最后一桥。全桥长1278.6米，主桥长637米，引桥长为641.6米。大桥按照双向四车道设计，总投资1.84亿元，其中国家无偿下拨资金6000万元，重庆高等级公路建设投资有限公司出资1.24亿元，比蓄水后再建节约了资金上亿元。